# Ростислав Стратимировић
Ростислав Стратимировић је био вођа Другог трновског устанка (1686) против Отоманског царства. Представљао се као трновски кнез и тврдио је да је последњи изданак из бугарских владара из династија Стратимировића и да потиче од Ивана Страцимира, последњег видинског цара. Ростислав се оженио Маријом Дабровском, кћерком Московског патријарха Јоакима.
Због лоших прилика и избијања Турско-руског рата, а и много бројчанијих османских снага буна је убрзо угушена, а Ростислав тешко рањен, након чега је пребачен у Рилски манастир где су му монаси спасили живот, након чега одлази у Русију где се жени Маријом.
Један од његових потомака је руски писац Николај Савелиев – Ростислав.